# نشر الکترونیک
نشر الکترونیک یا نشر دیجیتال (به انگلیسی: Electronic publishing) به نشر دیجیتال ایبوک، نشریه دیجیتال و توسعه کتابخانه‌های دیجیتال و کاتالوگ‌ها گفته می‌شود.
در این نوع نشر نویسنده می‌تواند ناشر هم باشد. از قالبهای بسیار معمول این نوع نشر فایلهای محتوایی PDF (پی‌دی‌اف) هستند. عملیات ویکی‌ها نوعی نشر الکترونیک هستند. نشر الکترونیک نسبت به نشر سنتی دارای مزایا و معایبی است.

## فرایند نشر الکترونیک
فرایند نشر الکترونیک از فرایند نشر سنتی پیروی می‌کند، اما از دو جهت با نشر سنتی تفاوت دارد: برای چاپ محصول نهایی از چاپ افست استفاده نمی‌کند، نیازی به توزیع فیزیکی محصول نیست. از آنجایی که محصول، الکترونیکی است می‌توان آن را در اینترنت و از طریق کتابفروشی‌های الکترونیک توزیع کرد. مشتری می‌تواند کتاب را در یک وبگاه در تبلت خود بخواند یا در یک فایل پی‌دی‌اف در رایانه خود بخواند. گاهی ممکن است خواننده با چاپگر کتاب را چاپ کند یا از طریق چاپ بنابر تقاضا اقدام به چاپ کند.

## مزایا و معایب

### مزایای نشر الکترونیک
- هزینه انتشار پایین
- زمان کم برای تکثیر اثر
- سرعت انتشار و توزیع بالا
- امکان دریافت سریع نقدها و بازخورد
- امکان دسترسی از نقاط دور
- امکانپذیری پیش‌بینی و گنجاندن ابزارهای کاوش سریع در اثر
- امکان طبقه‌بندی براساس نظر خواننده

### معایب نشر الکترونیک
- سهولت کپی برداری غیرمجاز و عدم رعایت قانون کپی رایت (حفظ حقوق مادی و معنوی صاحب اثر)
- عدم دسترسی عموم به ابزارهای واسطه (همانند رایانه)
- عدم اطلاعات کافی کلیه مخاطبان از روش استفاده از نشریات الکترونیکی

## مثال‌ها
نسخه‌های الکترونیک رسانه‌های سنتی:
- سی‌دی-رام
- کتاب الکترونیک
- مجله الکترونیک
- نشریه الکترونیکی
- روزنامه آنلاین
- پی‌دی‌اف

رسانه‌های جدید:
- وبلاگ
- نرم‌افزارهای مشارکت‌گرا
- برنامه نشر دیجیتال (Digital publication app)
- اشتراک پرونده
- اپ موبایل
- پادکست
- نشر ارتقا یافته (Enhanced publication)